# 加卢拉

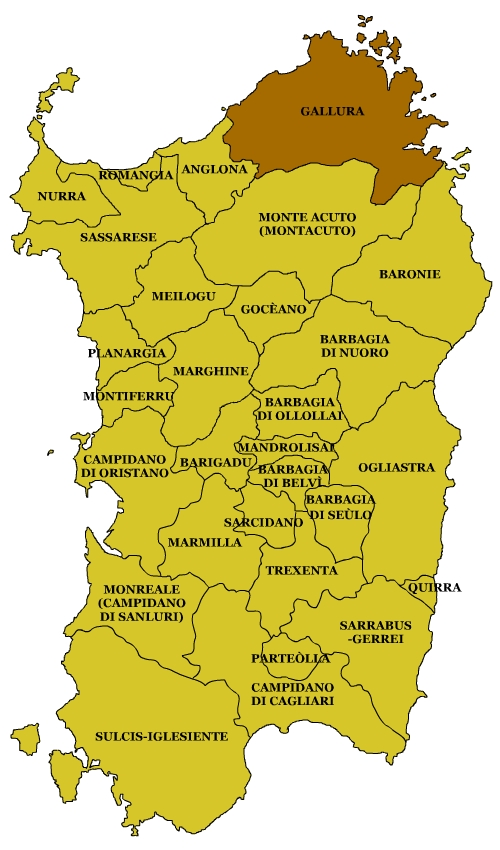
撒丁岛地图，加卢拉位于北部

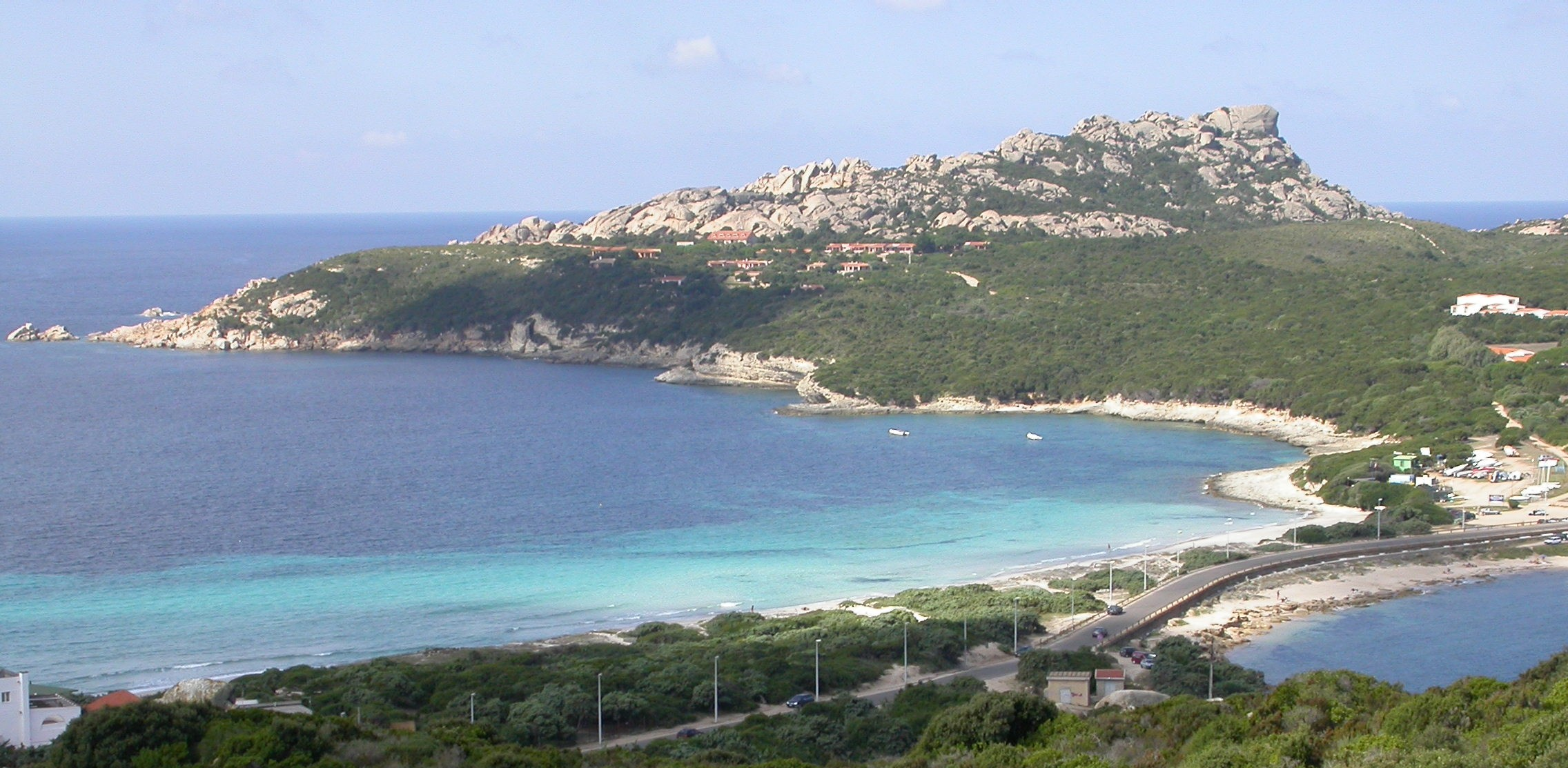
泰斯塔角（Capo Testa）

加卢拉（義大利語：Gallura；加卢拉方言：Gaddùra）是意大利东北部撒丁岛一个地区。 
“加卢拉”（Gallùra）一名的意思或为“多石区域”。